# Djurgårdens IF Fäktförening
Djurgårdens IF Fäktförening är den svenska idrottsföreningen Djurgårdens IF:s fäktningssektion. Djurgårdens IF Fäktning är en fristående förening inom Djurgårdens IF. Fäktsektionen bildades  1958 och blev egen förening 1990. Sedan mitten av 70-talet har man sin fäktsal i Hjorthagen, Stockholm. 
Fäktföreningen byggdes upp av fäktmästare Béla Rerrich som var klubbens fäktmästare från starten fram till sin död 2005. Under Bélas ledning har klubbens medlemmar vunnit OS- och VM-medaljer såväl som åtskilliga svenska mästerskap både inom värjfäktning och modern femkamp. Klubbens målsättning är att fortsätta Bélas verk och fostra framtida guldmedaljörer.
Föreningens nuvarande fäktmästare är Solt Serra och Ivan Makkai (tjänstledig för studier).

## SM-Guld
Djurgårdens IF Fäktning har erövrat 58 svenska mästerskap fördelade enligt följande
- Florett herrar: 1[1]
  - 1972
- Florett damer: 2[2]
  - 1975, 1978
- Florett lag damer: 3[3]
  - 1962, 1973, 1976
- Värja herrar: 12[4]
  - 1963, 1967, 1970, 1973, 1974, 1978, 1979, 1985, 1990, 1996, 1998, 2000,2006,2014,2015, 2021, 2023, 2025
- Värja lag herrar: 19[5]
  - 1966, 1969, 1972, 1973, 1974, 1975, 1977, 1978, 1987, 1988, 1989. 1992, 1993, 1995, 1997, 1998, 1999, 2000, 2006, 2011, 2015, 2018, 2022, 2023, 2024
- Värja damer: 3[6]
  - 1994, 1996, 1998, 2019, 2021
- Värja lag damer: 5[7]
  - 1992, 1994, 1995, 1996, 1997
- Värja Mix
  - 2023